# 城巴E22線

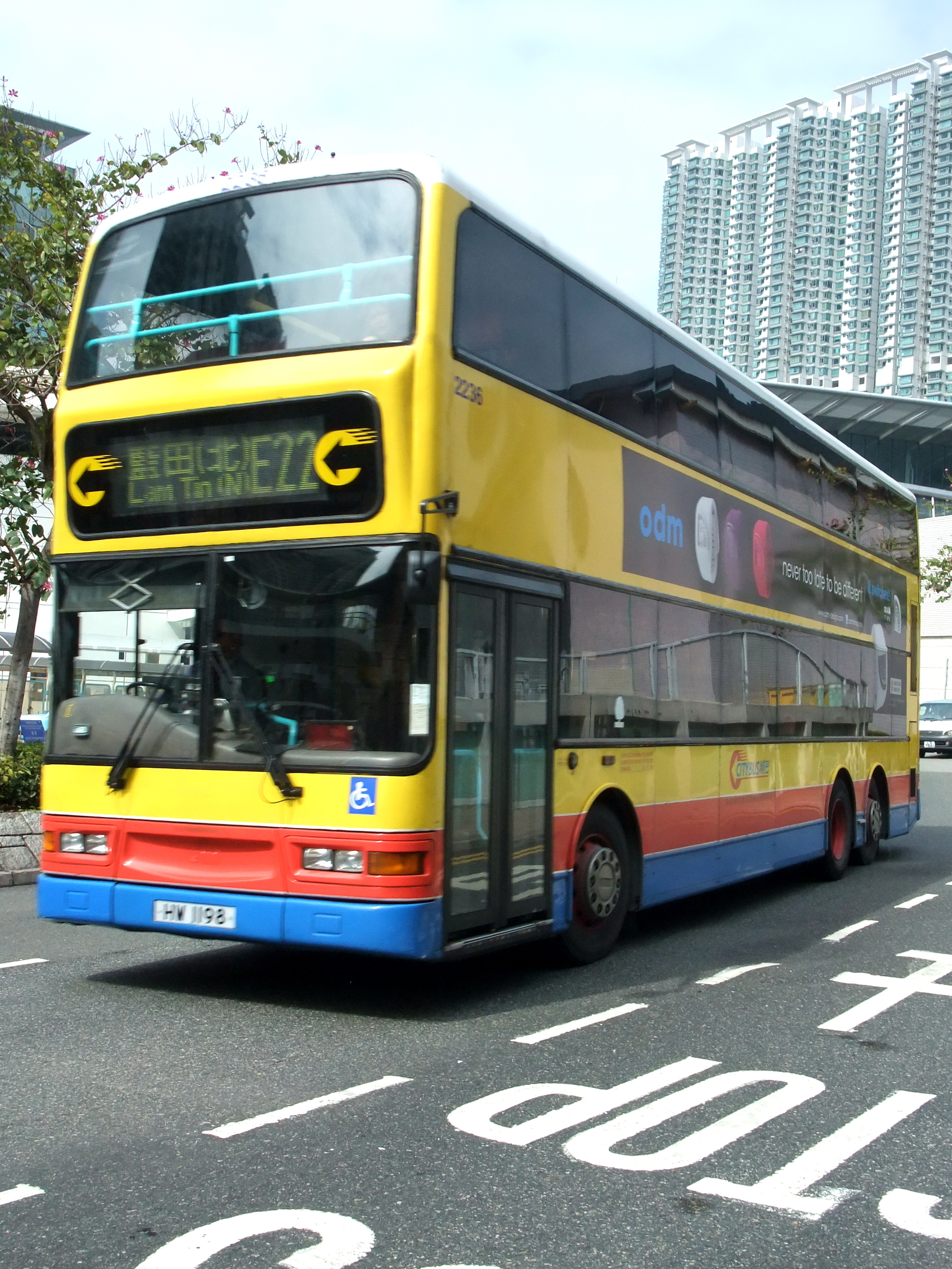
一台行走城巴E22線的丹尼士三叉戟三型巴士（車隊號碼2236）已退役

城巴E22線是香港一條來往藍田（平田街）和航天城的巴士路線，每日清晨至午夜提供服務，途經藍田、麗港城、觀塘、牛頭角、九龍灣、彩虹邨、鑽石山、黃大仙、樂富、九龍塘、大窩坪、青嶼幹線、東涌市中心、機場後勤區、國泰城和機場客運大樓。
E22線與其分支路線E22A線為目前僅有兩條由城巴營運且全日服務的日間大嶼山北部對外路線。
本線於星期一至五繁忙時間另設兩條特別線：E22P及E22X，兩者皆來往油塘及航天城。E22P線途經藍田（碧雲道）、秀茂坪、四順、彩雲、鑽石山、黃大仙、青嶼幹線、國泰城、港龍及中航大廈和客運大樓，E22X線則途經藍田、麗港城、觀塘、牛頭角、九龍灣、彩虹邨、鑽石山、黃大仙、青嶼幹線、國泰城、港龍及中航大廈和客運大樓。行車路線與2011年9月26日前行走的E22P線完全相同。

## 歷史
- 1997年6月1日：投入服務，當時來往九龍城碼頭及赤鱲角臨時巴士總站（位於赤鱲角南路），當時赤鱲角為機場地盤，故星期六及假日總站改在東涌市中心，並於假日部份時間繞經東涌碼頭（現稱為東涌新發展碼頭），以接駁東涌至大澳渡輪。
- 1997年8月9日：星期六所有班次亦遷往赤鱲角臨時巴士總站。
- 1997年12月21日：假日所有班次亦遷往赤鱲角臨時巴士總站。
- 1998年2月2日：因東涌至大澳渡輪停辦，來回程不再繞經東涌碼頭。
- 1998年6月22日：為新機場啟用作好準備，赤鱲角總站延長至赤鱲角碼頭，來回程途經暢達路（富豪機場酒店）。
- 1998年7月11日：往九龍城碼頭方向，離開機場地面運輸中心後直接駛往機場路前往國泰城，不經暢達路（富豪機場酒店）。
- 1999年4月25日：九龍總站遷往藍田（北），土瓜灣至新蒲崗沿線服務由E23線提供，而藍田至九龍灣沿線改由本線提供服務，另本線來回程均繞經航膳東路。
- 2000年6月28日：E22P投入服務，來往藍田（北）及赤鱲角碼頭，與E22不同的是繞經港龍及中航大廈，不經九龍塘、東涌及機場貨運站。
- 2003年3月17日：E22P九龍區總站延長至油塘，途經連德道、碧雲道及高超道。
- 2005年5月1日：E22及E22P赤鱲角總站遷往機場（地面運輸中心）。
- 2005年12月20日：E22及E22P赤鱲角總站延長至亞洲國際博覽館。
- 2011年9月26日：配合E22B線取消，E22P來回程改經秀茂坪、四順及彩雲邨一帶，方便居民以較便宜的車費來往機場。
- 2012年1月16日：E22X投入服務，E22P調整班次。[3][4]
- 2017年5月21日：配合E22及E22X使用12.8米巴士行走，兩線往機場博覽館方向於麗港城一段改道行車。[5]本次改道安排使兩線來回程介乎麗港道一段的行車路線，以及設站均為相同。
- 2017年8月7日：配合E22S改經九龍灣商貿區， 新增E22S與E22及E22A線的八達通轉乘優惠，以方便乘客前往當日起E22S不再途經的三個巴士站[6][7]。
- 2017年8月7日：E22P及E22X往油塘方向於航天城路後，改經航展道及航天城東路前往暢連路，並增設航天城東路（航天城交匯處）。
- 2017年12月15日：增設實時抵站時間查詢服務。[8]
- 2023年4月17日：E22線藍田總站遷往平田街。
- 2023年7月16日：E22線往藍田方向增設德田街「藍田綜合大樓」站。
- 2023年11月26日：E22、E22P及E22X線機場總站遷往航天城交通總匯。[9]

## 服務時間及班次
E22
| 藍田（北）開     | 藍田（北）開 | 藍田（北）開 | 航天城開         | 航天城開     | 航天城開     |
| 日期             | 服務時間     | 班次（分鐘） | 日期             | 服務時間     | 班次（分鐘） |
| ---------------- | ------------ | ------------ | ---------------- | ------------ | ------------ |
| 星期一至五       | 05:30-06:10  | 10           | 星期一至五       | 05:30-07:10  | 25           |
| 星期一至五       | 06:18        | 06:18        | 星期一至五       | 07:30        | 07:30        |
| 星期一至五       | 06:28-06:58  | 10           | 星期一至五       | 07:45-08:25  | 20           |
| 星期一至五       | 07:10、07:25 | 07:10、07:25 | 星期一至五       | 08:50、09:20 | 08:50、09:20 |
| 星期一至五       | 07:40-08:20  | 20           | 星期一至五       | 09:50-16:05  | 25           |
| 星期一至五       | 08:45        | 08:45        | 星期一至五       | 16:05-16:45  | 20           |
| 星期一至五       | 09:15-10:15  | 30           | 星期一至五       | 16:45-17:45  | 15           |
| 星期一至五       | 10:15-11:30  | 25           | 星期一至五       | 18:05、18:30 | 18:05、18:30 |
| 星期一至五       | 11:30-14:50  | 20           | 星期一至五       | 18:55-20:55  | 20           |
| 星期一至五       | 14:50-16:30  | 25           | 星期一至五       | 20:55-23:00  | 25           |
| 星期一至五       | 16:30-18:10  | 20           | 星期一至五       | 23:00-00:00  | 30           |
| 星期一至五       | 18:10-21:30  | 25           |                  |              |              |
| 星期一至五       | 21:30-00:00  | 30           |                  |              |              |
| 星期六           | 05:30-06:20  | 10           | 星期六           | 05:30-14:30  | 30           |
| 星期六           | 06:20-07:20  | 12           | 星期六           | 15:00        |              |
| 星期六           | 07:20-13:00  | 20           | 星期六           | 15:25-16:45  | 20           |
| 星期六           | 13:00-00:00  | 30           | 星期六           | 16:45-17:00  | 15           |
|                  |              |              | 星期六           | 17:00-17:48  | 12           |
| 18:05            |              |              | 星期六           |              |              |
| 18:25-19:25      | 20           |              | 星期六           |              |              |
| 19:25-20:40      | 25           |              | 星期六           |              |              |
| 20:40-23:40      | 30           |              | 星期六           |              |              |
| 00:00            |              |              | 星期六           |              |              |
| 星期日及公眾假期 | 05:30        | 05:30        | 星期日及公眾假期 | 05:30-14:30  | 30           |
| 星期日及公眾假期 | 05:45-06:45  | 20           | 星期日及公眾假期 | 14:55        | 14:55        |
| 星期日及公眾假期 | 06:45-08:15  | 30           | 星期日及公眾假期 | 15:15-18:15  | 15           |
| 星期日及公眾假期 | 08:40        | 08:40        | 星期日及公眾假期 | 18:40        | 18:40        |
| 星期日及公眾假期 | 09:00-13:00  | 20           | 星期日及公眾假期 | 19:10-23:40  | 30           |
| 星期日及公眾假期 | 13:00-00:00  | 30           | 星期日及公眾假期 | 00:00        | 00:00        |

E22P/E22X
- 星期一至五：
  - 油塘開：06:50、06:54、07:05、07:09、07:20、07:24
  - 航天城開：17:35、17:42、18:05、18:12

紅字班次為E22P，藍字班次為E22X
E22P及E22X線逢星期六、日及公眾假期不設服務

## 收費
| 路線       | 全程收費 | 分段收費 |
| ---------- | -------- | --- |
| E22        | $18.6    | - 青嶼幹線巴士轉乘站往航天城：$8.3 - 過北大嶼山公路後往航天城：$4.2 - 青嶼幹線巴士轉乘站往藍田（平田街）：$14.5 - 則仁中心往藍田（平田街）：$7.8 - 嘉強苑往藍田（平田街）：$5.4 |
| E22P／E22X | $18.6    | - 青嶼幹線巴士轉乘站往航天城：$8.3 - 過北大嶼山公路後往航天城：$4.2 - 青嶼幹線巴士轉乘站往油塘：$14.5 - 畢架山花園往油塘：$7.8 - 黃大仙站往油塘：$5.4                           |

| - 本線設有12歲以下小童及65歲或以上長者半價優惠。 - 65歲或以上香港居民使用「樂悠咭」，以及12歲以下合資格殘疾兒童使用「殘疾人士身份」個人八達通繳付車資，均可享有每程$2.0或半價（以較低者為準）的票價優惠；12至64歲合資格殘疾人士使用「殘疾人士身份」個人八達通（包括「樂悠咭」），以及60至64歲香港居民使用「樂悠咭」繳付車資，均可享有每程$2.0或全費（以較低者為準）的票價優惠。 - 65歲或以上長者如使用長者或一般個人八達通繳付車資，則只可享有半價優惠；12至64歲合資格殘疾人士如不使用「殘疾人士身份」個人八達通，以及60至64歲人士如不使用「樂悠咭」繳付車資，必須繳付全費。 - 乘客可以現金或八達通於上車時付款，不設找續。 - 每位成人乘客可免費攜帶最多兩名4歲以下而不佔座位的兒童乘客乘車，超額之4歲以下小童必須繳付小童車費乘車。 - 九龍巴士、城巴及龍運巴士全職員工及家屬（不包括外判職員）可免費乘搭本路線，惟必須拍職員或職員家屬八達通。 - 乘客亦可使用AlipayHK「易乘碼」、支付寶、 WeChatHK／微信支付「搭車碼」、銀聯雲閃付「乘車碼」及BOC Pay「乘車碼」、具有感應式支付功能的VISA、Mastercard及銀聯卡，以及Apple Pay、Google Pay及Samsung Pay流動支付平台繳付車資。使用此支付方式的乘客可享有中途下車之分段收費，以及與其他城巴獨營路線或聯營線城巴班次之轉乘優惠，惟不適用於與非城巴路線之轉乘優惠。使用此支付方式的乘客亦不能享有「公共交通費用補貼計劃」及「長者及合資格殘疾人士公共交通票價優惠計劃」。 |

### 八達通轉乘優惠
乘客登上本線後指定時間內以同一張八達通卡轉乘以下路線，或從以下路線登車後指定時間內以同一張八達通卡轉乘本線，次程可獲車資折扣優惠：
E22/E22P/E22X←→城巴A線
- E22/E22P/E22X往航天城 → A29往機場，回贈首程車資，轉乘時限為120分鐘，於黃大仙中心進行轉乘
- E22/E22P/E22X往九龍（於航天城登車） → A10、A11、A12、A21、A22或A29往市區，回贈首程車資，轉乘時限為60分鐘，於機場（地面運輸中心）巴士總站進行轉乘
- E22/E22P/E22X往九龍（於機場後勤區至東涌各站登車） → A10、A11、A12、A21、A22或A29往市區，回贈首程車資，轉乘時限為120分鐘，於青嶼幹線巴士轉乘站進行轉乘
- A10、A11、A12、A21、A22或A29往機場 → E22往航天城，次程車資全免，轉乘時限為120分鐘，於機場進行轉乘

E22←→E21A，於青嶼幹線巴士轉乘站轉乘，轉乘時限為120分鐘
- E22往航天城 → E21A往逸東邨，次程車資全免
- E21A往逸東邨 → E22往航天城，次程車資全免
- E21A往何文田 → E22往藍田，回贈首程車資
- E22往藍田 → E21A往何文田，次程車資全免

E22←→E23
- E22往藍田 → E23往慈雲山，次程車資全免，轉乘時限為60分鐘，於機場（地面運輸中心）巴士總站轉乘
- E23往機場 → E22往航天城，次程車資全免，轉乘時限為120分鐘，於機場進行轉乘

E22/E22P/E22X←→R8，次程可獲$1折扣優惠，於青嶼幹線巴士轉乘站轉乘
- E22/E22P/E22X任何方向 → R8往迪士尼樂園，轉乘時限為120分鐘
- R8往青嶼幹線巴士轉乘站 → E22/E22P/E22X任何方向，轉乘時限為60分鐘

E22←→S52/S52P、龍運巴士E31、新大嶼山巴士37、38/38P
- E22往航天城 → S52/S52P、龍運巴士E31、新大嶼山巴士38/38P往逸東邨或新大嶼山巴士37任何方向，次程可獲$1折扣優惠，轉乘時限為150分鐘
- S52/S52P往飛機維修區、龍運巴士E31往荃灣、新大嶼山巴士38/38P往東涌站或新大嶼山巴士37任何方向 → E22往藍田，次程可獲$1折扣優惠，轉乘時限為90分鐘
- E22/E22P/E22X往航天城 → S52往飛機維修區，次程可獲$0.5折扣優惠，轉乘時限為150分鐘
- S52往逸東邨 → E22/E22P/E22X往九龍，次程可獲$0.5折扣優惠，轉乘時限為90分鐘

E22P/E22X←→城巴E線
- E22P/E22X往航天城 → E11、E21、E22、E22A、E23往機場或E21A往逸東邨，次程車資全免
- E22P/E22X往油塘 → E21A、E22或E23往九龍，次程車資全免

## 使用車輛
現時主要使用亞歷山大丹尼士Enviro 500 MMC 12米（8507-8536）和亞歷山大丹尼士Enviro 500 MMC 12.8米（65XX）行走。
另E22線於開辦初期曾經以富豪奧林比安及猛獅24.350巴士行走，

## 行車路線
E22
藍田（平田街）開經：平田街、安田街、藍田（北）巴士總站、德田街、啟田道、鯉魚門道、偉發道、茶果嶺道（南行）、偉業街、偉發道（北行）、茶果嶺道（北行）、鯉魚門道、觀塘道、觀塘道下通道、觀塘道、天橋、龍翔道、鳳舞街、富美街、竹園道、聯合道、窩打老道、歌和老街、龍悅道、大埔道、呈祥道、青葵公路、長青隧道、長青公路、青衣西北交匯處、青嶼幹線、北大嶼山公路、東涌東交匯處、裕東路、順東路、赤鱲角南路、駿運路、駿運路交匯處、航膳東路、駿運路交匯處、觀景路、東岸路、機場路、暢連路、暢達路、機場北交匯處、航天城路及航天城第二街。
航天城開經：航天城第三街、航天城東路、航天城交匯處、暢連路、機場南交匯處、暢連路、機場（地面運輸中心）巴士總站、暢連路、機場南交匯處、機場路、東岸路、觀景路、觀景路巴士站專用迴旋路、駿明路、觀景路、駿運路交匯處、航膳東路、航膳東路巴士站專用迴旋路、航膳東路、駿運路交匯處、駿運路、駿坪路、赤鱲角南路、順東路、達東路、順東路、裕東路、東涌東交匯處、北大嶼山公路、青嶼幹線、青衣西北交匯處、長青公路、長青隧道、青葵公路、天橋、呈祥道、大埔道、龍悅道、歌和老街、窩打老道、聯合道、竹園道、富美街、鳳舞街、龍翔道、大磡道、龍翔道、天橋、觀塘道、觀塘道下通道、觀塘道、鯉魚門道、偉發道、茶果嶺道、偉業街、觀塘繞道、鯉魚門道、啟田道、德田街、安田街及平田街。
E22P/E22X
油塘開經：高超道、碧雲道、連德道、秀茂坪道、曉光街、秀明道、秀茂坪道、順安道、利安道、新清水灣道、清水灣道、龍翔道、呈祥道、青葵公路、長青隧道、青衣西北交匯處、青嶼幹線、北大嶼山公路、機場路、觀景路、東岸路、東輝路、支路、東輝路、東岸路、航天城交匯處、暢連路、機場南交匯處、暢連路、暢達路及航天城路。
E22X依E22P原線駛至連德道後，改經德田街、啟田道、鯉魚門道、偉發道、茶果嶺道、偉業街、偉發道、茶果嶺道、鯉魚門道、觀塘道、隧道、觀塘道、天橋，然後返回龍翔道E22P原線，而不經斜體字之路段。
機場博覽館開經：航天城路、航展道、航天城東路、航天城交匯處、暢連路、機場南交匯處、暢連路、機場（地面運輸中心）巴士總站、暢連路、機場南交匯處、暢連路、航天城交匯處、東岸路、東輝路、支路、東輝路、東岸路、觀景路、機場路、北大嶼山公路、青嶼幹線、青衣西北交匯處、長青隧道、青葵公路、呈祥道、龍翔道、大磡道、龍翔道、清水灣道、新清水灣道、順利邨道、順清街、利安道、順安道、秀茂坪道、秀明道、曉光街、秀茂坪道、連德道、碧雲道、高超道、欣榮街、茶果嶺道及高超道。
E22X依E22P原線駛至龍翔道後，改經天橋、觀塘道、觀塘道隧道、觀塘道、鯉魚門道、偉發道、茶果嶺道、偉業街、偉發道、觀塘繞道、鯉魚門道、啟田道、德田街，然後返回連德道E22P原線，而不經斜體字之路段。

### 沿線車站

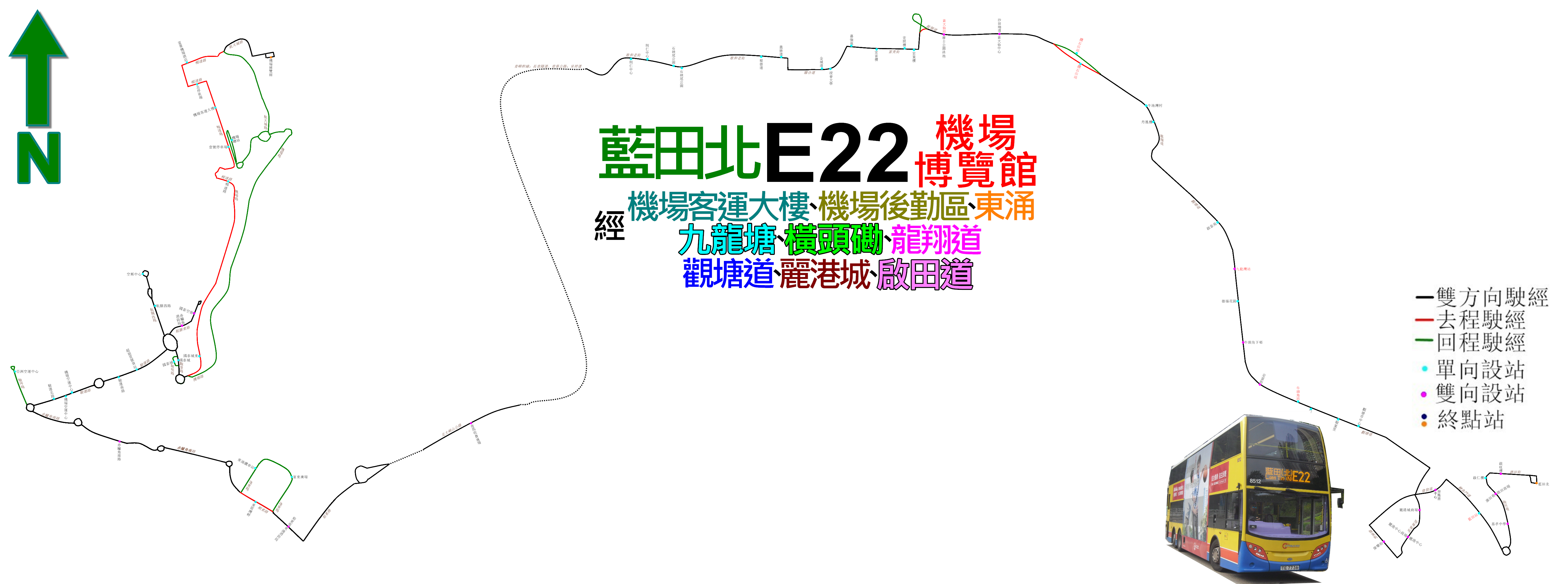
E22線的走線圖

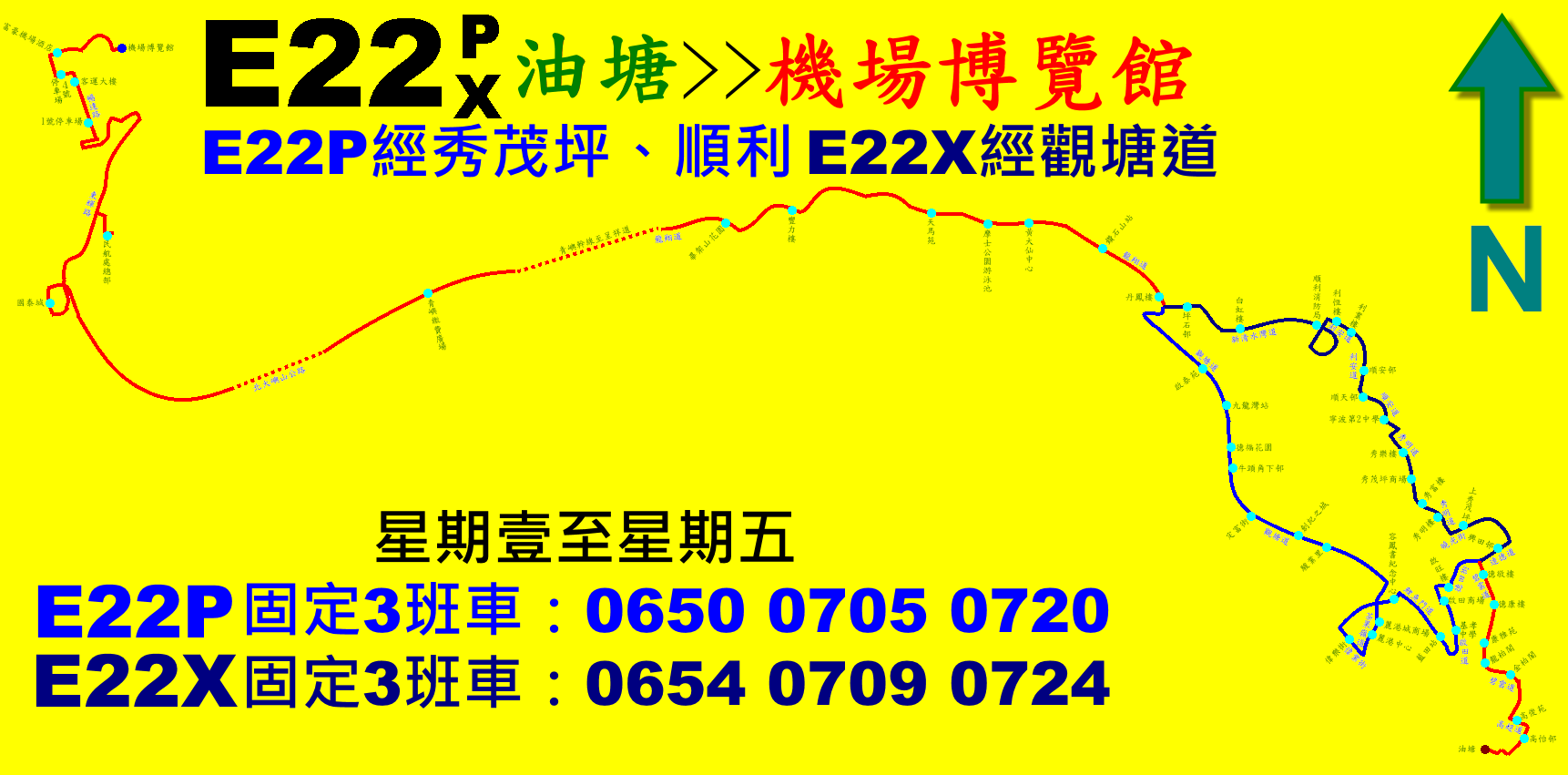
E22P及E22X線機場方向的走線圖

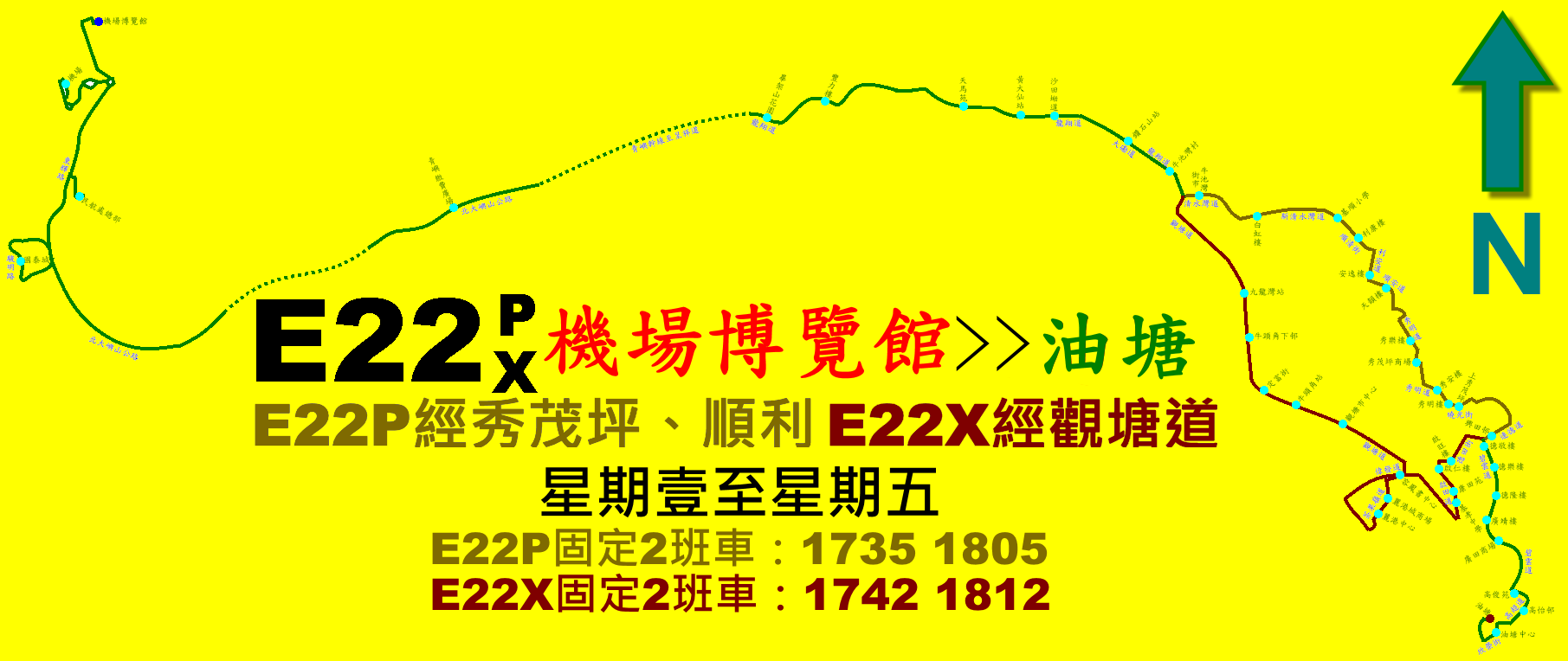
E22P及E22X線九龍方向的走線圖

E22
| 藍田（平田街）開 | 藍田（平田街）開   | 藍田（平田街）開   | 航天城開 | 航天城開             | 航天城開                     |
| 序號             | 車站名稱           | 位置               | 序號     | 車站名稱             | 位置                         |
| ---------------- | ------------------ | ------------------ | -------- | -------------------- | ---------------------------- |
| 1                | 藍田（平田街）     | 平田街             | 1        | 航天城               | 航天城交通總匯               |
| 2                | 藍田 (北)          | 藍田（北）巴士總站 | 2        | 機場（地面運輸中心） | 機場（地面運輸中心）巴士總站 |
| 3                | 啟田邨啟旺樓       | 德田街             | 3        | 國泰城               | 駿明路                       |
| 4                | 啟田商場           | 啟田道             | 4        | 赤鱲角消防局         | 航膳東路                     |
| 5                | 聖公會基孝中學     | 啟田道             | 5        | 國泰空廚             | 航膳東路                     |
| 6                | 藍田站             | 鯉魚門道           | 6        | 駿運南路             | 駿運路                       |
| 7                | 容鳳書紀念中心     | 偉發道             | 7        | 機場空運中心         | 駿運路                       |
| 8                | 麗港城商場         | 茶果嶺道           | 8        | 亞洲空運中心         | 駿坪路                       |
| 9                | 麗港中心           | 茶果嶺道           | 9        | 赤鱲角南路           | 赤鱲角南路                   |
| 10               | 駿業里             | 觀塘道             | 10       | 東涌纜車站           | 達東路                       |
| 11               | 創紀之城           | 觀塘道             | 11       | 東薈城               | 達東路                       |
| 12               | 定富街             | 觀塘道             | 12       | 裕東苑               | 順東路                       |
| 13               | 牛頭角下邨         | 觀塘道             | 13       | 青嶼幹線巴士轉乘站   | 北大嶼山公路                 |
| 14               | 德福花園           | 觀塘道             | 14       | 則仁中心             | 歌和老街                     |
| 15               | 九龍灣站           | 觀塘道             | 15       | 石硤尾公園           | 歌和老街                     |
| 16               | 啟泰苑             | 觀塘道             | 16       | 義德道               | 歌和老街                     |
| 17               | 彩虹邨丹鳳樓       | 龍翔道             | 17       | 金城道               | 聯合道                       |
| 18               | 鑽石山站           | 龍翔道             | 18       | 嘉強苑               | 富美街                       |
| 19               | 沙田坳道           | 龍翔道             | 19       | 橫頭磡邨宏照樓       | 富美街                       |
| 20               | 摩士公園游泳池     | 龍翔道             | 20       | 黃大仙站             | 龍翔道                       |
| 21               | 橫頭磡邨宏業樓     | 富美街             | 21       | 沙田坳道             | 龍翔道                       |
| 22               | 橫頭磡邨宏富樓     | 富美街             | 22       | 鑽石山站             | 大磡道                       |
| 23               | 浸會大學逸夫校園   | 聯合道             | 23       | 牛池灣村             | 龍翔道                       |
| 24               | 根德道             | 歌和老街           | 24       | 九龍灣站             | 觀塘道                       |
| 25               | 石硤尾公園         | 歌和老街           | 25       | 牛頭角下邨           | 觀塘道                       |
| 26               | 則仁中心           | 歌和老街           | 26       | 定富街               | 觀塘道                       |
| 27               | 青嶼幹線巴士轉乘站 | 北大嶼山公路       | 27       | 牛頭角站             | 觀塘道                       |
| 28               | 東涌消防局         | 順東路             | 28       | 觀塘市中心           | 觀塘道                       |
| 29               | 東堤灣畔           | 順東路             | 29       | 容鳳書紀念中心       | 偉發道                       |
| 30               | 赤鱲角南路         | 赤鱲角南路         | 30       | 麗港城商場           | 茶果嶺道                     |
| 31               | 機場空運中心       | 駿運路             | 31       | 麗港中心             | 茶果嶺道                     |
| 32               | 香港空運貨站       | 駿運路             | 32       | 聖公會基孝中學       | 啟田道                       |
| 33               | 赤鱲角消防局       | 航膳東路           | 33       | 康田苑               | 啟田道                       |
| 34               | 國泰空廚           | 航膳東路           | 34       | 啟田邨啟仁樓         | 啟田道                       |
| 35               | 國泰城             | 觀景路             | 35       | 啟田邨啟旺樓         | 德田街                       |
| 36               | 國泰城（東）       | 東岸路             | 36       | 藍田綜合大樓         | 德田街                       |
| 37               | 二號檢查閘         | 暢連路             | 37       | 藍田（平田街）       | 平田街                       |
| 38               | 一號停車場         | 暢達路             |          |                      |                              |
| 39               | 一號客運大樓（北） | 暢達路             |          |                      |                              |
| 40               | 富豪機場酒店       | 暢達路             |          |                      |                              |
| 41               | 航天城             | 航天城交通總匯     |          |                      |                              |

E22P/X
| 油塘開                                 | 油塘開                                 | 油塘開                                 | 油塘開                                 | 油塘開                                 | 油塘開                                 | 航天城開                               | 航天城開                               | 航天城開                               | 航天城開                               | 航天城開                               | 航天城開                               |
| 序號                                   | 序號                                   | 車站名稱                               | 車站名稱                               | 位置                                   | 位置                                   | 序號                                   | 序號                                   | 車站名稱                               | 車站名稱                               | 位置                                   | 位置                                   |
| -------------------------------------- | -------------------------------------- | -------------------------------------- | -------------------------------------- | -------------------------------------- | -------------------------------------- | -------------------------------------- | -------------------------------------- | -------------------------------------- | -------------------------------------- | -------------------------------------- | -------------------------------------- |
| 1                                      | 1                                      | 油塘                                   | 油塘                                   | 油塘公共運輸交匯處                     | 油塘公共運輸交匯處                     | 1                                      | 1                                      | 航天城                                 | 航天城                                 | 航天城交通總匯                         | 航天城交通總匯                         |
| 2                                      | 2                                      | 高怡邨                                 | 高怡邨                                 | 高超道                                 | 高超道                                 | 2                                      | 2                                      | 機場（地面運輸中心）                   | 機場（地面運輸中心）                   | 機場（地面運輸中心）巴士總站           | 機場（地面運輸中心）巴士總站           |
| 3                                      | 3                                      | 高俊苑                                 | 高俊苑                                 | 高超道                                 | 高超道                                 | 3                                      | 3                                      | 民航處總部                             | 民航處總部                             | 東輝路                                 | 東輝路                                 |
| 4                                      | 4                                      | 康栢苑金柏閣                           | 康栢苑金柏閣                           | 碧雲道                                 | 碧雲道                                 | 4                                      | 4                                      | 國泰城                                 | 國泰城                                 | 觀景路                                 | 觀景路                                 |
| 5                                      | 5                                      | 康柏苑龍柏閣                           | 康柏苑龍柏閣                           | 碧雲道                                 | 碧雲道                                 | 5                                      | 5                                      | 青嶼幹線巴士轉乘站                     | 青嶼幹線巴士轉乘站                     | 北大嶼山公路                           | 北大嶼山公路                           |
| 6                                      | 6                                      | 康雅苑                                 | 康雅苑                                 | 碧雲道                                 | 碧雲道                                 | 6                                      | 6                                      | 畢架山花園                             | 畢架山花園                             | 龍翔道                                 | 龍翔道                                 |
| 7                                      | 7                                      | 德田邨德康樓                           | 德田邨德康樓                           | 碧雲道                                 | 碧雲道                                 | 7                                      | 7                                      | 豐力樓                                 | 豐力樓                                 | 龍翔道                                 | 龍翔道                                 |
| 8                                      | 8                                      | 德田邨德敬樓                           | 德田邨德敬樓                           | 碧雲道                                 | 碧雲道                                 | 8                                      | 8                                      | 天馬苑                                 | 天馬苑                                 | 龍翔道                                 | 龍翔道                                 |
| （兩線在此分開，其後路線及車站不相同） | （兩線在此分開，其後路線及車站不相同） | （兩線在此分開，其後路線及車站不相同） | （兩線在此分開，其後路線及車站不相同） | （兩線在此分開，其後路線及車站不相同） | （兩線在此分開，其後路線及車站不相同） | 9                                      | 9                                      | 黃大仙站                               | 黃大仙站                               | 龍翔道                                 | 龍翔道                                 |
| 序號 (E22P)                            | 車站名稱(E22P)                         | 位置(E22P)                             | 序號(E22X)                             | 車站名稱(E22X)                         | 位置(E22X)                             | 10                                     | 10                                     | 沙田坳道                               | 沙田坳道                               | 龍翔道                                 | 龍翔道                                 |
| 9                                      | 興田邨                                 | 連德道                                 | 9                                      | 啟田邨啟旺樓                           | 德田街                                 | 11                                     | 11                                     | 鑽石山站                               | 鑽石山站                               | 大磡道                                 | 大磡道                                 |
| 10                                     | 上秀茂坪                               | 曉光街                                 | 10                                     | 啟田商場                               | 啟田道                                 | 12                                     | 12                                     | 牛池灣村                               | 牛池灣村                               | 龍翔道                                 | 龍翔道                                 |
| 11                                     | 秀茂坪邨秀明樓                         | 秀明道                                 | 11                                     | 聖公會基孝中學                         | 啟田道                                 | （兩線在此分開，其後路線及車站不相同） | （兩線在此分開，其後路線及車站不相同） | （兩線在此分開，其後路線及車站不相同） | （兩線在此分開，其後路線及車站不相同） | （兩線在此分開，其後路線及車站不相同） | （兩線在此分開，其後路線及車站不相同） |
| 12                                     | 秀茂坪邨秀富樓                         | 秀明道                                 | 12                                     | 藍田站                                 | 鯉魚門道                               | 序號 (E22P)                            | 車站名稱(E22P)                         | 位置(E22P)                             | 序號(E22X)                             | 車站名稱(E22X)                         | 位置(E22X)                             |
| 13                                     | 秀茂坪商場                             | 秀明道                                 | 13                                     | 容鳳書紀念中心                         | 偉發道                                 | 13                                     | 牛池灣街市                             | 清水灣道                               | 13                                     | 九龍灣站                               | 觀塘道                                 |
| 14                                     | 秀茂坪邨秀樂樓                         | 秀明道                                 | 14                                     | 麗港城商場                             | 茶果嶺道                               | 14                                     | 彩雲邨白虹樓                           | 新清水灣道                             | 14                                     | 牛頭角下邨                             | 觀塘道                                 |
| 15                                     | 寧波第二中學                           | 順安道                                 | 15                                     | 麗港中心                               | 茶果嶺道                               | 15                                     | 基順學校                               | 新清水灣道                             | 15                                     | 定富街                                 | 觀塘道                                 |
| 16                                     | 順天邨                                 | 順天巴士總站                           | 16                                     | 駿業里                                 | 觀塘道                                 | 16                                     | 順利邨利康樓                           | 順清街                                 | 16                                     | 牛頭角站                               | 觀塘道                                 |
| 17                                     | 順安邨                                 | 利安道                                 | 17                                     | 創紀之城                               | 觀塘道                                 | 17                                     | 順安邨安逸樓                           | 利安道                                 | 17                                     | 觀塘市中心                             | 觀塘道                                 |
| 18                                     | 順利邨利業樓                           | 利安道                                 | 18                                     | 定富街                                 | 觀塘道                                 | 18                                     | 順天邨天韻樓                           | 順安道                                 | 18                                     | 容鳳書紀念中心                         | 偉發道                                 |
| 19                                     | 順利邨利恆樓                           | 利安道                                 | 19                                     | 牛頭角下邨                             | 觀塘道                                 | 19                                     | 秀茂坪邨秀樂樓                         | 秀明道                                 | 19                                     | 麗港城商場                             | 茶果嶺道                               |
| 20                                     | 順利消防局                             | 利安道                                 | 20                                     | 德福花園                               | 觀塘道                                 | 20                                     | 秀茂坪商場                             | 秀明道                                 | 20                                     | 麗港中心                               | 茶果嶺道                               |
| 21                                     | 彩雲邨白虹樓                           | 新清水灣道                             | 21                                     | 九龍灣站                               | 觀塘道                                 | 21                                     | 秀茂坪邨秀安樓                         | 秀明道                                 | 21                                     | 聖公會基孝中學                         | 啟田道                                 |
| 22                                     | 坪石邨                                 | 坪石公共運輸交匯處                     | 22                                     | 啟泰苑                                 | 觀塘道                                 | 22                                     | 秀茂坪邨秀明樓                         | 秀明道                                 | 22                                     | 康田苑                                 | 啟田道                                 |
| （兩線在此交匯，其後路線及車站相同）   | （兩線在此交匯，其後路線及車站相同）   | （兩線在此交匯，其後路線及車站相同）   | （兩線在此交匯，其後路線及車站相同）   | （兩線在此交匯，其後路線及車站相同）   | （兩線在此交匯，其後路線及車站相同）   | 23                                     | 上秀茂坪                               | 曉光街                                 | 23                                     | 啟田邨啟仁樓                           | 啟田道                                 |
| 序號                                   | 序號                                   | 車站名稱                               | 車站名稱                               | 位置                                   | 位置                                   | 24                                     | 興田邨                                 | 連德道                                 | 24                                     | 啟田邨啟旺樓                           | 德田街                                 |
| 23                                     | 23                                     | 彩虹邨丹鳳樓                           | 彩虹邨丹鳳樓                           | 龍翔道                                 | 龍翔道                                 | （兩線在此交匯，其後路線及車站相同）   | （兩線在此交匯，其後路線及車站相同）   | （兩線在此交匯，其後路線及車站相同）   | （兩線在此交匯，其後路線及車站相同）   | （兩線在此交匯，其後路線及車站相同）   | （兩線在此交匯，其後路線及車站相同）   |
| 24                                     | 24                                     | 鑽石山站                               | 鑽石山站                               | 龍翔道                                 | 龍翔道                                 | 序號                                   | 序號                                   | 車站名稱                               | 車站名稱                               | 位置                                   | 位置                                   |
| 25                                     | 25                                     | 沙田坳道                               | 沙田坳道                               | 龍翔道                                 | 龍翔道                                 | 25                                     | 25                                     | 德田邨德敬樓                           | 德田邨德敬樓                           | 碧雲道                                 | 碧雲道                                 |
| 26                                     | 26                                     | 摩士公園游泳池                         | 摩士公園游泳池                         | 龍翔道                                 | 龍翔道                                 | 26                                     | 26                                     | 德田邨德樂樓                           | 德田邨德樂樓                           | 碧雲道                                 | 碧雲道                                 |
| 27                                     | 27                                     | 天馬苑                                 | 天馬苑                                 | 龍翔道                                 | 龍翔道                                 | 27                                     | 27                                     | 德田邨德隆樓                           | 德田邨德隆樓                           | 碧雲道                                 | 碧雲道                                 |
| 28                                     | 28                                     | 豐力樓                                 | 豐力樓                                 | 龍翔道                                 | 龍翔道                                 | 28                                     | 28                                     | 廣田邨廣靖樓                           | 廣田邨廣靖樓                           | 碧雲道                                 | 碧雲道                                 |
| 29                                     | 29                                     | 畢架山花園                             | 畢架山花園                             | 龍翔道                                 | 龍翔道                                 | 29                                     | 29                                     | 廣田商場                               | 廣田商場                               | 碧雲道                                 | 碧雲道                                 |
| 30                                     | 30                                     | 青嶼幹線巴士轉乘站                     | 青嶼幹線巴士轉乘站                     | 北大嶼山公路                           | 北大嶼山公路                           | 30                                     | 30                                     | 高俊苑                                 | 高俊苑                                 | 高超道                                 | 高超道                                 |
| 31                                     | 31                                     | 國泰城                                 | 國泰城                                 | 觀景路                                 | 觀景路                                 | 31                                     | 31                                     | 高怡邨                                 | 高怡邨                                 | 高超道                                 | 高超道                                 |
| 32                                     | 32                                     | 民航處總部                             | 民航處總部                             | 東輝路                                 | 東輝路                                 | 32                                     | 32                                     | 油塘中心                               | 油塘中心                               | 欣榮街                                 | 欣榮街                                 |
| 33                                     | 33                                     | 一號停車場                             | 一號停車場                             | 暢達路                                 | 暢達路                                 | 33                                     | 33                                     | 油塘                                   | 油塘                                   | 油塘公共運輸交匯處                     | 油塘公共運輸交匯處                     |
| 34                                     | 34                                     | 一號客運大樓（北）                     | 一號客運大樓（北）                     | 暢達路                                 | 暢達路                                 |                                        |                                        |                                        |                                        |                                        |                                        |
| 35                                     | 35                                     | 富豪機場酒店                           | 富豪機場酒店                           | 暢達路                                 | 暢達路                                 |                                        |                                        |                                        |                                        |                                        |                                        |
| 36                                     | 36                                     | 航天城                                 | 航天城                                 | 航天城交通總匯                         | 航天城交通總匯                         |                                        |                                        |                                        |                                        |                                        |                                        |

## 使用情況
E22從東九龍來往大嶼山的車費比港鐵低廉，而且港鐵列車甚為擠逼，又須要在太子站及荔景站轉車，所以本線的客量不俗，在上班時段往機場及下班時段往藍田更經常滿載，然而因本線需繞經樂富及九龍塘，較A26、A28、A29、E22A等路線為緩慢，在其他時間班次疏落下並未有吸引太多乘客乘坐。
E22X線全程收費低廉，無需繞經東涌及航膳區，部分班次更以城巴機場快線的豪華巴士行走，與同樣往返觀塘道與機場，收費高達$42.0的A29線便宜得多，故於服務時間內吸引不少人乘坐。

## 意外
E22
- 2011年5月21日，一輛E22城巴在赤鱲角南路近昂坪360轉向站發生意外，車長死亡，另19人受傷。
- 2013年7月1日：一輛E22城巴沿北大嶼山公路往機場途中發生意外，車長死亡，另37人受傷[10]。

E22P/X
- 2010年4月14日早上，一輛行走E22P城巴在龍翔道近鑽石山站被後面失控的摩托車撞及車尾，其後並擦出火舌導致火警，車身底盤嚴重焚毀。

## 外部連結
- 城巴E22線官方路線資料 （页面存档备份，存于）
- 城巴E22P線官方路線資料 （页面存档备份，存于）
- 城巴E22X線官方路線資料 （页面存档备份，存于）
- 城巴E22線路線圖 （页面存档备份，存于）
- 城巴E22P線路線圖 （页面存档备份，存于）
- 城巴E22X線路線圖 （页面存档备份，存于）
- 城巴E22線詳細時間表 （页面存档备份，存于）
- 681巴士總站 （页面存档备份，存于）

（繁體中文）